# 30826 Coulomb
30826 Coulomb este un asteroid din centura principală, descoperit pe 10 octombrie 1990, de Freimut Börngen și Lutz Schmadel.